# Грязь
Грязь — многозначный термин, под которым обычно понимают жидкую или полужидкую смесь воды и различных видов почвы (суглинок, ил, глина и т. д.), как правило, образующуюся после дождя или вблизи источников воды. Древние грязевые отложения, затвердевшие в различные геологические эпохи, образуют осадочные горные породы, такие, как сланцы или аргиллиты. Кроме того, грязями называются мазеподобные осадки различных водоёмов, торфяные отложения болот (торфяников), извержения грязевых вулканов и другие природные образования, используемые в лечебных целях в виде ванн, местных аппликаций и других процедур грязелечения. Значение слова «грязь» и его употребление, в том числе в переносном смысле, различно в разных языках.

## Значение и употребление понятия в русском языке
Согласно Толковому словарю В. И. Даля, (1863—1866), грязь — «размокшая почва, земля с водою; слякоть или мокредь по земле; нечистота, прилипшая к вещи; пыль, нечисть».
В Толковом словаре Ушакова (1935) приводится следующий набор значений слова:
1. только ед. Разрыхленная, размякшая от воды земля, почва; слякоть. После вчерашнего ливня на дороге непролазная г.
2. только мн. Озерный или лиманный ил, как лечебное средство. Лечиться грязями. Принимать грязи. Состав грязей очень сложен. || Лечение этим средством. Ему прописаны грязи. || Место, где лечатся грязями. Он едет на грязи.
3. только мн. Топкие места, топи (обл.).
4. только ед. Нечистота, то, что пачкает. Они без бани прямо обросли грязью. Прозодежда защищает костюм рабочего от грязи. || Сор, отбросы. Дом полон грязи.
5. перен., только ед. Распутство, цинизм, низменное поведение, бесчестные взаимоотношения людей. Следствие вскрыло всю г., царившую в этом учреждении[3].

Грязь упоминается в ряде русских пословиц, например, пословица «Сей в грязь, будешь князь!» указывает на важность полива почвы в земледелии.

## Проблемы, порождаемые грязью
Грязь в местах обитания человека может быть причиной многих инфекционных заболеваний, поэтому большое социальное значение имеет санитария — прикладной раздел гигиены, направленный на разработку мероприятий по оптимизации и профилактике заболеваний, обеспечение оптимальных условий существования человека, включающий, в частности, меры по борьбе с грязью. Так, на Руси ещё в X—XI веках обращали внимание на благоустройство городов (водопровод и система канализации были в Новгороде уже в XI веке, в Москве — с XVII века), пищевую санитарию и санитарию в войсках. В XVI веке при Иване Грозном издается «Домострой» в котором имеются указания к соблюдению чистоты жилищ, мытью посуды, о правилах питания. Издаются Азбуковники, «Изборник Святослава» с советами по личной гигиене и предупреждению болезней.
Грязь на дорогах, особенно грунтовых, может создавать проблемы для движения автотранспорта. При ремонте и строительстве дорог грязь удаляют, но на глубоких болотах в лесистой местности, грязь застилают сначала ветками деревьев, а сверху уже полноценным бревенчатым настилом. В горной местности существует риск возникновения селей, а на вулканах — лахаров (грязевых потоков, состоящих из смеси воды, вулканического пепла, пемзы и горных пород). Так, в западной части США в периоды Эль-Ниньо высок риск схождения селя из-за продолжительных дождей. Помимо этого, сильные ливни, таяние снега или высокий уровень грунтовых вод могут вызвать движение почвы или отложений, что может вызвать оползни, лавины или образование карстовых воронок.

## Использование грязи

### Строительство
В качестве стройматериала многие народы с древности использовали смесь воды с глиной, землёй и другими материалами, которые можно отнести к «грязи», с добавлением камней, гравия, соломы, извести и/или битума. Из этих материалов сооружались стены, полы и даже крыши домов. В течение тысячелетий в большинстве стран мира было принято возводить стены из глиняных кирпичей или глинобитных камней, утрамбованной земли и покрывать стены штукатуркой, также изготовленной на основе глины или почвы.
Глиняный кирпич, так называемый саман, изготавливается из грязи (глинистого грунта), которую разводят водой, разминают в ямах, ящиках или на ровных площадках и тщательно перемешивают с добавками — соломой, кострой, мякиной, навозом и т.д. Саман применяется главным образом в странах Азии для строительства малоэтажных построек. В России саманные дома часто встречаются в сельской местности; также в южных областях Украины и Молдавии. Саман также широко использовался индейцами пуэбло для строительства своих домов и других сооружений.

### Гончарное производство
Гончарное производство — одно из древнейших ремёсел, обработка глины посредством формовки на гончарном круге с нанесением глазури и последующим обжигом с целью превращения её в предметы домашнего обихода, строительные материалы, декоративные изделия, сувениры, украшения и т. д. Изготовление горшков из глины было известно с глубокой древности, когда познакомились со свойствами глины, упоминания о гончарах имеются уже в Ветхом завете.

### Грязелечение
В результате сложных многолетних процессов, под влиянием факторов геологической, климатической, гидрогеологической (геохимической), биологической (химико-биологической) и другой природы в водоёмах, торфяниках и других местах формируются пластичные массы мазеподобной консистенции, которые именуются лечебными грязями и могут применяться в лечебных целях в виде ванн и местных аппликаций. По содержанию лечебные грязи подразделяются на органические (торфяные грязи и сапропели) и неорганические (сульфидные иловые и сопочные). Грязевые процедуры применяются в гинекологии, ортопедии, неврологии, дерматологии, косметологии. В мире имеется большое количество грязевых курортов, наиболее известные из них — Поморие (Болгария), Терме ди Сирмионе (Италия), Хаапсалу (Эстония), Эфорие Норд (Румыния), Афион (Турция). В городе Порён (Южная Корея) проходит фестиваль морской грязи (в 2010 году — 13-й) с тысячами туристов, желающих вываляться в грязи с пользой для здоровья и настроения.

### Развлечения
Грязь активно используется в индустрии развлечений. Так, в Канаде и США пользуется популярностью такая форма автоспорта как «грязевые гонки» (англ. Mud bogging, также mud racing, mud running, mud drags, mudding) — вождение офф-роуд по заполненной грязью канаве или трассе установленной длины. Проведение соревнований в этом виде спорта регулируют такие организации как «Американская ассоциация грязевых гонщиков» (англ. American Mud Racing Association) и Национальная организация грязевых гонок (англ. National Mud Racing Organization). Наряду с автогонками, в ряде стран проходят «грязевые забеги» на дистанции от 3 до 10 миль, а также борьба в грязи.

## Среда обитания

### Суша
Грязь может служить домом для многочисленных видов животных, включая червей, лягушек, улиток, моллюсков, ракообразных. Другие животные, такие как гиппопотамы, свиньи, носороги, азиатские буйволы и слоны, принимают грязевые ванны для охлаждения тела и защиты от солнца. В грязи также могут прятаться личинки различных насекомых.

### Море
Грязь играет важную роль в морской экосистеме. Использование нор морскими животными значительно влияет на структуру морского дна. Это приводит к обмену и циркуляции кислорода, питательных веществ и минералов между водой и морскими отложениями.
Под поверхностью воды некоторые[какие?] виды животных формируют туннели, которые могут быть глубиной порядка метра. Грязь на дне океана является важной средой обитания, предоставляющей еду и укрытие для широкого спектра видов животных.